# Constitution corse
Vous pouvez aider à l'améliorer ou bien discuter des problèmes sur sa page de discussion.
- Il ne cite pas suffisamment ses sources. Vous pouvez indiquer les passages à sourcer avec {{référence nécessaire}} ou {{Référence souhaitée}}, et inclure les références utiles en les liant aux notes de bas de page. (Marqué depuis avril 2017)
- Il doit être recyclé. La réorganisation et la clarification du contenu sont nécessaires. (Marqué depuis novembre 2015)

- Archive Wikiwix
- Bing
- Cairn
- DuckDuckGo
- E. Universalis
- Gallica
- Google
- G. Books
- G. News
- G. Scholar
- Persée
- Qwant
- (zh) Baidu
- (ru) Yandex
- (wd) trouver des œuvres sur Wikidata

Lire en ligne

Sur Wikisource : Traduction de la Constitution

Règlement de 1735 Constitution de 1794
La Constitution corse, adoptée par des représentants corses le 18 novembre 1755 à la Consulta generale di Corti, est considérée par certains auteurs comme étant la première constitution démocratique de l'histoire moderne,. Rédigée en italien, elle organise les institutions de la République corse, proclamée au même moment.
Initiée par Pascal Paoli, elle avait été précédée par un règlement, voté au couvent Saint-Antoine de Casabianca le 30 janvier 1735, quand avait été pour la première fois proclamée l'indépendance corse.
Fondée sur la séparation d'une part du pouvoir exécutif, d'autre part du pouvoir à la fois judiciaire et législatif, ainsi que sur un suffrage indirect par tous les chefs de famille, cette constitution fut en vigueur de 1755 à 1769 (bataille de Ponte-Novo et défaite militaire face aux troupes françaises). Elle visait à donner le pouvoir absolu au Gouvernement de la Nation corse.
Elle est considérée comme la première constitution au monde accordant le droit de vote aux femmes lorsqu'elles deviennent chefs de famille, mais il n'y a pas eu d'élection jusque l'abrogation de 1769.
Cette thèse est cependant à nuancer : tous les hommes de plus de vingt-cinq ans sont électeurs. Le texte de 1755 ne le dit pas, car toute la tradition va déjà dans ce sens. Contrairement à ce que l'on dit souvent, « "les femmes" en général ne votent pas. Certaines le font dans le cadre d'assemblée de village, quand le vote se fait par famille et que, veuves, elles représentent la leur. Leur rôle est donc déjà plus grand que dans bien des États d'alors, mais c'était déjà le cas avant Pascal Paoli ».

## Description du manuscrit et principales éditions
La manuscrit se compose de dix pages et demie rédigées en italien et s'achève par la signature Pasquale Paoli. Ce document originel est redécouvert par Pierre Lamotte, archiviste de la Corse,. En 1970, Dorothy Carrington le présente à la commission internationale pour l'Histoire des Assemblées d'États, au cours du XIIIe congrès des sciences historiques. Elle édite et traduit le texte en 1976 dans le Bulletin de la Société des sciences historiques et naturelles de la Corse ; ce travail est réédité en 1996.

## Règlements et textes constitutionnels antérieurs à la constitution de 1755
La constitution votée en 1755 est précédée par plusieurs textes dont la nature exacte est discutée par les historiens : véritables textes constitutionnels ou au contraire simples textes réglementaires davantage liés à des nécessités conjoncturelles.

### Déclaration d'indépendance et nouveau règlement de la Corse (consultes d'Orezza et de Corte de janvier 1735)

#### Débat scientifique sur l'authenticité de la consulte de Corte
En 1954, Pierre Lamotte a produit la première édition moderne d'une copie du texte de la consulte de Corte du 30 janvier 1735 accompagnée d'une traduction en français. Selon lui, « les Corses réunis à Corte par Giafferri et Hyacinthe Paoli , proclament leur indépendance dans un beau sursaut d'orgueil et de foi et votent une véritable constitution rédigée par l'avocat Sébastien Costa ». Pierre Lamotte interprète ce texte comme « bien peu démocratique » : plus qu'une constitution originale avec une valeur politique réelle, ce document est avant tout « un témoignage frappant du sentiment de nationalisme chez les Corses en ce début du XVIIIe siècle ».
Au début des années 1970, la copie d'un texte d'une autre consulte est édité. Cette consulte, rapportée dans les mémoires de Sébastien Costa, aurait eu lieu du 6 au 8 janvier 1735 à Orezza et traite des mêmes institutions que la consulte de Corte. Selon Marie-Thérèse Avon-Soletti, ces deux documents sont authentiques et ne s'excluent pas : « le premier [celui d'Orezza] représente le texte brut donné à l'assentiment des Corses ; le second [celui de Corte] consacre sans doute la façon dont les Corses l'ont compris et remanié selon leur volonté »

#### Nature et contenu du règlement de 1735
Le texte de la consulte de Corte, qui a bien une valeur constitutionnelle « puisqu'il prévoit en remplacement de l'autorité génoise rejetée la mise en place d'un pouvoir insulaire chargé d'organiser la future vie politique de l'île », expose les détails d'un gouvernement à venir en 21 articles. Le préambule et le premier article placent quant à eux la Corse sous la protection de Dieu et de la Sainte Vierge :

« Aujourd'hui, samedi (30) janvier 1735, sous l'invocation de la Très Sainte Trinité, du Père, du Fils et du Saint-Esprit, et de l'Immaculée Conception de la Vierge Marie, et sous la protection de nos Saints Avocats, sont publiées les décisions du Royaume de Corse pour la rénovation de son gouvernement qui sont les suivants :
Article 1 - Il est décidé que doit être choisie, et nous choisissons, pour protectrice de la Patrie et du Royaume tout entier, l'Immaculée Conception de la Vierge Marie, et pour cette raison, il est établi que toutes nos armoiries et nos drapeaux doivent comporter l'image de l'Immaculée Conception et que la vigile et la fête de l'Immaculée Conception doivent être célébrées par le Royaume tout entier avec les plus grandes marques de dévotion et avec allégresse que traduiront des coups de fusil, de mousquet et de canon qui seront ordonnés par la Junte du Royaume. »

— Consulte de Corte du 30 janvier 1735
La présence dans le texte des termes « l'Immacolata Concezzione di Maria Virgine » un peu plus d'un siècle avant l'établissement du dogme de l'Immaculée Conception s'explique, toujours selon Marie-Thérèse Avon-Soletti, par l'influence des frères franciscains très influentes dans l'île. Ce choix de la Sainte Vierge comme protectrice de la Corse se traduit par l'adoption du Dio vi salvi Regina comme hymne du royaume.
Avec les articles 2 à 22, la consulte de Corte organise le nouveau pouvoir de ce royaume indépendant. Elle prononce ainsi l'abolition de toutes les lois et les règlements de Gênes et ordonne un autodafé de ces textes. Elle établit ensuite une série d'institutions et de magistratures chargées des affaires politiques, économiques et militaires. Les généraux Andrea Ceccaldi, Hyacinthe Paoli et Luigi Giafferi sont nommés primats du royaume afin d'exercer un pouvoir politique et militaire. Une assemblée élue est instituée sous le nom de diète générale qui réunit un citoyen élu par piève. Placée sous l'autorité des primats et de la junte, la diète est chargée de toutes les affaires de l'État. La junte du gouvernement est quant à elle élue par la diète tous les trois mois et a autorité en matière civile et criminelle. Sont également instaurés un office de guerre, un office de l'abondance, un office des pères du commun, un office des monnaies, un commissaire général des armes, un consulteur général et enfin un office des inquisiteurs d'État. D'autres dispositions sont ordonnées comme la frappe des monnaies au nom des primats du royaume ou encore la confiscation des biens des Génois.

### L'Élection du Roi Théodore 15 avril 1736
Au nom et à la gloire de la Très Sainte Trinité, du Père, du Fils et du Sainte-Esprit, de la vierge Immaculée, Protèctrice de ce Royaume et de Sainte Dévote son avocate. Aujourd'hui dimanche 15 avril de l'année 1736. Le Royaume de Corse s'étant réuni en une Assemblée générale, légitimement ordonnée par son Excellence le général Paoli et Don Luigi Giafferi dans la localité d'Alesani.
Après une longue et mûre discussion fait avec les principaux patriciens du Royaume, toutes les populations ont délibérément décidé, de même qu'elles décident délibérément de se choisir un Roi et de vivre sous son autorité, de proclamer et d'accepter, le sieur Théodore Baron Libre de Neuhoff aux pouvoirs des conventions et conditions suivantes, lesquelles devront être acceptées par le dit sieur Baron qui ne sera ni ne pourra prétendre être Roi tant qu'il n'a accepté les dites conventions et conditions et juré de les respecter en signant de sa propre main et authentifiant de son propre sceau le présent écrit qui les stipule sous forme de contrat afin qu'il ait en tout sa pleine et opportune stabilité et exécution.
Art. 1 - Il est donc convenu et établi que le nouveau Souverain et Roi de ce Royaume soit le prénommé Excellentissime sieur Théodore Baron Libre de Neuhoff, et après lui ses descendants mâles, par le premier né et à défaut de mâles les femmes de sa descendance, pourvu que ceux qui seront admis à la Couronne et à l'Autorité soient Catholiques Romains et résident toujours dans le Royaume comme devra résider le prénommé Baron.
Art. 2 - Que, à défaut de succession personnelle le précité Baron puisse de son vivant désigner un successeur de sa parenté, homme ou femme, pourvu qu'il soit catholique Romain et réside dans le royaume.
Art. 3 - Que, en cas d'interruption de la lignée, tant masculine que féminine du dit sieur Baron ou de son successeur, nommé comme ci-dessus, le Royaume demeure libre et les Peuples aient la possibilité de choisir leur souverain de leur libre arbitre ou vivre librement ou comme il leur plaira.
Art. 4 - Que, le Roi, le sieur Baron, aussi bien que ses successeurs aient et jouissent de toute l'autorité royale et de tous les droits royaux avec la restriction et l'exclusion de ce qui est prévu dans les articles suivants.
Art. 5 - Que, à cette fin, soit établie et élue dans le Royaume une Diète, composée de vingt-quatre personnes des plus distinguées par leur mérite, soit seize pour le Deçà des Monts et huit pour le delà des Monts. Et que trois sujets de cette même Assemblée, soit deux pour le Deçà des Monts, et une pour le Delà des Monts, devront toujours résider à la Cour du Souverain lequel ne pourra prendre aucune décision sans le consentement de la dite Diète, ni au sujet des taxes d'imposition ni au sujet des décisions de guerre.
Art. 6 - Que le pouvoir de la dite Diète soit de prendre avec le Roi toutes les dispositions concernant la guerre ou les taxes d'impositions et, en outre, qu'elle ait la faculté de désigner les lieux qui lui paraîtront les plus appropriés pour l'embarquement des produits et marchandises, des Nationaux et qu'elle ait réellement la liberté de se réunir en toutes circonstances dans le ou les lieux qui lui paraîtront les plus convenables.
Art. 7 - Que toutes les dignités, charges et offices à attribuer dans le royaume soient réservés aux seuls Corses à l'exclusion perpétuelle d'un étranger quel qu'il soit.
Art. 8 - Que, lorsque le gouvernement sera établi, les Génois seront chassés, le royaume sera en paix, toutes les troupes devront être des milices corses à l'exception de la garde du Roi qui pourra engager des Corses ou des étrangers selon sa volonté.
Art. 9 - Que, pour le moment et tant que durera la guerre avec les Génois, le Roi pourra engager et se servir de troupes et milices étrangères pourvu qu'elles ne dépassent pas le nombre de 1200 qui pourra néanmoins être augmenté par le Roi avec le consentement de la Diète du Royaume.
Art. 10 - Que dans le Royaume ne puisse séjourner, ni habiter aucun Génois de quelque qualité, ou état qu'il soit, et que le Roi ne puisse permettre à aucun Génois de séjourner dans le Royaume.
Art. 11 - Que les produits et marchandises des Nationaux, à exporter ou à transporter d'un lieu à un autre ou d'un port à un autre du Royaume, ne subissent aucune taxe ou imposition.
Art. 12 - Que, tous les biens des Génois et des rebelles à la Patrie du Royaume, y compris les Grecs, soient et demeurent confisqués et séquestrés sauf pour des raisons qui prétendraient différemment en prouvant le contraire par des documents. Il est entendu que ne seront pas confisqués les biens dont jouirait un Corse pourvu qu'il ne paie aucune redevance ou taxe à la république de Gênes ou à des Génois.
Art. 13 - Que la contribution ou imposition annuelle payée par les Corses ne doit excéder trois livres par chef de famille et que soient abolies les demi-tailles habituellement payées par les veuves et les orphelins jusqu'à 14 ans ; au-dessus de cet âge ceux-ci devront être imposés comme les autres.
Art. 14 - Que le sel à fournir par le Roi au peuple ne puisse dépasser le prix de 2 seini soit 13 sous et 4 deniers le boisseau qui sera de 22 livres de poids en cours dans le Royaume.
Art. 15 - Que soit érigée dans le Royaume, en un lieu à choisir par le Roi et la Diète, une Université publique des sciences et des arts libéraux et que soit fixée par le Roi, de concert avec la Diète, la somme suffisante pour l'entretien de cette Université par les voies et moyens qu'ils jugeront les plus appropriés et que soit une obligation pour le Roi de faire en sorte que cette université jouisse de tous les privilèges dont jouissent les autres Universités d'Europe.
Art. 16 - Que soit rapidement décidé et institué par le Roi un ordre de véritable noblesse pour la renommée du Royaume et des nationaux honorables.
Art. 17 - Tels sont les articles qui le 15 avril 1736, furent rédigés et présentés par le Royaume au Roi qui les a approuvés sous serment et signés, et il fut proclamé et élu à la Couronne du Royaume auquel il a solennellement juré fidélité et obéissance.

### Investiture dePascal Paoli15 juillet 1755
Le 15 juillet 1755, Pascal Paoli est élu « Capo Generale Economico e politico del Regno » au cours d'une consulte réunie au couvent Saint-Antoine de Casabianca. Paoli obtient les suffrages de 16 pièves, tandis que son adversaire Marius Emmanuel Matra, qui se présente contre lui, se fait élire à son tour général lors d'une autre consulte. Pascal Paoli prend également l'ascendant sur Jacques Pierre Abbatucci, élu lieutenant général des milices des pièves de l'Ornano, d'Istria, de la Rocca et du Talavo lors de la consulte de Petreto en 1753.
Lire le texte en italien de la consulte de Saint-Antoine de Casabianca du 15 juillet 1755  (Wikisource).
Le Suprême Conseil Général du Royaume de Corse, aux très affectionnés Peuples de la Nation.
Très-chers peuples et compatriotes, ces vieilles animosités particulières que nous avons vu se réveiller depuis peu entre des personnes qui n'ont plus la crainte de Dieu devant les yeux, ni l'amour public dans le cœur, ayant enfanté des dissensions dont le progrès devient fatal au repos de la patrie, ont obligé nos principaux chefs de nous convoquer à cette Consulte Générale, afin de prendre des mesures convenables pour l'affermissement de l'union commune, et pour faire agir toute la vigueur de la justice contre ceux qui tâchent d'en éluder les poursuites, en soufflant par-tout le feu de leurs passions effrénées.
Après avoir mûrement délibéré sur les moyens de parvenir à un but salutaire, nous n'en avons point trouvé de meilleur, ou de plus sûr, que d'élire un Chef général, économique et politique du Royaume, doué de facultés éminentes, dont le pouvoir fût illimité, excepté lorsqu'il s'agirait d'affaires d'État, sur lesquelles il ne peut rien statuer sans la concurrence des peuples ou de leurs représentants.
En conséquence on a procédé à cette élection, et tous les suffrages se sont réunis en faveur de Pascal Paoli, seigneur dont les vertus et les qualités supérieures l'en rendent digne à tous égards.
Après une élection si générale, faite par les chefs du Conseil de Guerre, les députés des Provinces, et les représentants respectifs des Paroisses assemblés ici, nous avons adressé une lettre de notification à ce Seigneur, et lui avons envoyé une nombreuse députation, composée des plus notables membres de l'Assemblée pour l'inviter à accepter cette charge, et à se rendre ici, afin d'y être reconnu dans la nouvelle qualité de Chef, d'y jurer solennellement d'en remplir les devoirs avec tout le zèle, l'amour et le désintéressement requis ; et d'y recevoir en même temps le serment de fidélité & d'obéissance de tous et un chacun de nous.
II a montré toute la répugnance possible à accepter un pareil fardeau, a allégué diverses raisons pour en être dispensé. Mais informé de nos résolutions en cas de refus, il a dû enfin y acquiescer, obligé de céder à la force, et hier au soir s'étant rendu ici, il a prêté son serment et reçu le nôtre.
II reste donc chargé de l'administration du Gouvernement, assisté de deux conseillers d'État, d'un député d'entre les plus notables personnes de chaque province qui seront changés tous les mois.
Nous avons arrêté que le 3 du mois d'août prochain, une commission ambulante fera sa tournée générale pour rechercher et punir les auteurs de quantité de crimes, et particulièrement de meurtres commis depuis peu en divers endroits. La députation des magistrats à nommer à cet effet sera dirigée par le dit Général qui fixera aussi le nombre de troupes qui sera nécessaire pour son soutien.
Nous espérons que ces arrangements auront l'approbation universelle de la Nation, puisqu'ils ne tendent qu'à l'avantage de la Patrie ; nous enjoignons à tous les chefs et commissaires des paroisses de veiller de leur côté autant qu'il est en leur pouvoir, au maintien de la tranquillité publique dans leurs districts respectifs,
Donné à San Antonio di Casabianca le 15 de Juillet 1755.

### "Magistrature Suprême" 21 et 22 juillet 1755
Art. 1 - Institution d'un Tribunal suprême avec juridiction sur l'île entière. Ce tribunal sera composé de 12 résidents et de 36 conseillers nommés dans les provinces du royaume [de Corse]. Les délibérations, statuts et règlements auront force de loi, à condition que la majorité des votants soit des deux tiers.
Art. 2 - Les Tribunaux de province pourront condamner sans appel, jusqu'à concurrence de 50 écus, soit 200 lires ainsi que pour les causes criminelles légères.
Art. 3 - Les auditeurs pourront juger à titre définitif sur les vieux procès : les juges d'instruction devront s'entourer de témoignages propres à découvrir la vérité.
Art. 4 - Les jugements rendus sans citation et sans avoir ouï les parties intéressées sont nuls et non avenus. Les magistrats coupables seront punis.
Art. 5 - Le Tribunal du syndicat se compose de 4 magistrats ; sa juridiction s'étend à tous les tribunaux. Il recueillera les réclamations des citoyens qui croiront devoir recourir à lui en vue de se faire rendre justice.
Art. 6 - Les impôts seront de deux lires par famille, payables une lire en août et l'autre en janvier. Le caissier donnera un reçu et tiendra un livre de comptes en règle. Ceux qui ne payeront pas l'impôt seront condamnés à une taxe double et la force armée pourra être requise à cette occasion.
Art. 7 - Le Caissier général ne pourra disposer de l'argent des taxes sans un mandat du tribunal suprême signé par un contrôleur. Les contrôleurs devront examiner les comptes des caisses, au moins une fois chaque 6 mois. Les caisses provinciales se règleront sur celle du Caissier général.
Art. 8 - Les fusiliers payés ne pourront exiger que le logement partout où ils passeront, sous peine d'être punis en proportion de leurs insolences. En cas d'expédition extraordinaire, les soldats auront droit à deux repas par jour ou à six sous. Les chefs devront faire observer à chaque homme une discipline exacte, sous peine de dédommager ceux qui auront été lésés. Les soldats ne pourront s'approprier aucun objet sous peine d'être accusés de vol.
Art. 9 - Quand le nombre de fusiliers payés ne sera plus suffisant, on ordonnera des marches générales (levées) et celui qui ne répondra pas à l'appel sera condamné à 5 lires d'amende. Si la marche a lieu pour la défense de la patrie, l'amende sera double ; pour les chefs elle sera de 100 lires ; en plus, ils seront cassés.
Art. 10 - La vie d'un homme est souvent en danger par vil intérêt, suspicion ou caprice. Les conséquences en sont funestes à l'ordre et au bon renom de la Nation, les champs et le commerce sont délaissés, l'éducation des enfants négligée, les familles détruites, la dépopulation et la désolation sont partout.
Pour soigner une maladie, il faut en découvrir l'origine et y adapter le remède. Les  homicides en Corse sont favorisés par une mentalité spéciale qui taxe de lâche celui qui ne se venge pas ; le  point d'honneur est en jeu : laver l'outrage dans le sang. La seconde cause est dans l'impunité ; la vendetta devient ainsi un mal nécessaire. Les crimes restent impunis par le gouvernement génois qui tient à ce que les Corses soient divisés. La vendetta n'est, au fond, qu'une justice personnelle, à défaut de celle de l'État. Mais le pardon des injures n'est pas lâcheté, c'est une grandeur d'âme. Celui qui pardonne, triomphe de la haine qui est la plus déréglée des passions et se montre ainsi un homme réellement fort.
La persuasion n'étant pas suffisante pour avoir raison d'un mal si profondément enraciné, nous avons jugé d'y suppléer par une loi.
Tous ceux qui se rendront coupables d'homicides, seront cloués au pilori du déshonneur et de l'infamie, jugés incapable d'obtenir un emploi public, ainsi que leurs enfants ; leurs biens seront confisqués ou détruits et la peine de mort sera prononcée contre eux, sauf le cas de  légitime défense.
Les coupables d'assassinat seront attachés à la queue d'un cheval, leur maison rasée et les arbres leur appartenant, coupés. La même peine sera appliquée aux sicaires, a ceux qui attentent à la vie d'un chef ou qui exercent une vengeance transversale.
Art. 11 - Chaque village élira deux paceri (homme de paix) dont la mission sera de concilier les parties ; en cas d'insuccès, ils pourront ordonner l'arrestation, s'il s'agit d'affaire criminelle. Leurs jugements seront sans appel jusqu'à 8 lires. D'autres paceri seront élus parmi les meilleurs sujets des provinces avec les mêmes pouvoirs que ceux des villages. En général, on se servira d'arbitres qui jugeront à l'amiable et on évitera ainsi les frais surtout entre parents.
En cas de désaccord, les arbitres pourront en choisir un 3e.
Art. 12 - Pour veiller sur les agissements de certains esprits inquiets toujours disposés à trahir leur Patrie, il sera institué un tribunal d'inquisition adjoint au tribunal suprême. Les membres de ce tribunal auront charge de surveiller les suspects et s'il y a lieu, on les citera à comparaître devant le tribunal suprême. Les faux témoins seront marqués d'un fer rougi, condamnés au fouet et à l'exil.
Art. 13 - Chaque piève du royaume élira un député intelligent et zélé ; elle lui donnera pleins pouvoirs pour représenter ses mandataires.
Art. 14 - Le sieur Buttafoco s'occupera de l'exploitation des mines d'argent et de cuivre et sera récompensé en proportion des services qu'il aura rendus.
Art. 15 - Le Conseil suprême achètera un grand livre pour enregistrer les lois, décrets et règlements, etc.
 "Congrès de Caccia 21 et 22 juillet 1755, à  huis clos dans la sacristie du couvent" 
Remarque : les "pièves" précédemment citées sont l'équivalent de nos cantons.

### Amendement de la Magistrature suprême
Art. 1 - Les propositions faites à la Consulte devront obtenir les deux tiers des suffrages pour avoir force de lois et être approuvées par le gouvernement qui pourra en suspendre l'exécution, sauf à en donner le motif.
Art. 2 - Les propositions qui n'ont que la moitié des votants peuvent être soumises à une autre délibération, sur la proposition du gouvernement.
Art. 3 - Le Conseil du gouvernement se compose de 9 membres dont 6 pour le  Deçà des Monts et 3 pour le Delà des Monts. Trois conseillers siègent alternativement pendant 4 mois. En cas d'urgence, le général convoque tous les conseillers.
Art. 4 - Aucun conseiller ne pourra s'absenter sans motif grave et sans avoir obtenu la permission du général ; cette permission ne pourra dépasser 8 jours. En cas d'absence du général et d'un conseiller, le pouvoir exécutif est suspendu. Les Conseillers seront habillés de noir et décemment.
Art. 5 - Un conseiller d'État devra être âgé de 35 ans au moins et d'avoir exercé avec honneur la charge de président de province ou  podestat-major. Peut être aussi élu Conseiller, tout citoyen qui s'est distingué par son mérite ou par services rendus à sa patrie, s'il remplit la condition d'âge.
Art. 6 - Les présidents de provinces devront être âgés de 30 ans au moins, avoir exercé les fonctions de Ministère public et posséder les connaissances indispensables à leurs fonctions.
Art. 7 - La charge de podestat-major durera un an ; nul ne pourra être élu, s'il ne s'est distingué au service de la Patrie.
Art. 8 - Si la charge du général devient vacante par la mort ou démission du titulaire, l'autorité suprême passe de droit au  Conseil d'État dont le doyen d'âge est le président. Dans ce cas, la Consulta devra être convoquée dans le courant du mois pour élire un nouveau général.
Art. 9 - Les conseillers d'État, les Présidents de tribunaux, les podestats-majors ne peuvent être réélus qu'après deux ans d'interruption et à charge d'avoir de bon certificats de la cour syndicale.
Art. 10 - Le Gouvernement nommera deux Consuls qui s'assureront de la qualité des marchandises et indiqueront les moyens propres à sauvegarder les intérêts des commerçants et des consommateurs.
Art. 11 - Le Gouvernement désignera, dans chaque province, des hommes instruits pour étudier, sur les lieux, les moyens propres à encourager la culture des terres, la plantation de la vigne et des arbres, surtout le mûrier, en se basant sur la nature des terrains.
Art. 12 - Les poids et mesures devront être les mêmes dans tout le royaume [de Corse].
Art. 13 - Les auditeurs du Conseil d'État d'accord avec le Grand chancelier fixeront les tarifs généraux pour les notaires, experts, juges etc.
Art. 14 - Les médecins ou chirurgiens devront présenter leur patentes ou licences pour être examinées par des professeurs spéciaux. Le prix de leurs visites sera fixé afin d'éviter les abus.
Art. 15 - Ceux qui empoisonneront les eaux courantes ou stagnantes avec des plantes vénéneuses seront punis d'une amende de 25 lires et d'une année d'exil.
Art. 16 - Celui qui viendra de grosses têtes de bétail devra produire un certificat d'origine dont la formule sera donnée par le gouvernement. Le certificat d'origine devra être signé par le curé.
Art. 17 - Tous ceux qui possèdent des jardins, vignes, enclos, devront ensemencer des pois chiches, petits pois, fèves, etc. en quantité suffisante sous peine de 4 lires d'amende.

### Législation criminelle
Art. 1 - Celui qui tuera avec préméditation, celui qui tentera d'assassiner son ennemi après avoir promis de vivre en paix, sera pendu et un écriteau indiquera le nom de l'assassin et le motif de la condamnation. En cas de contumace, sa maison sera détruite et ses biens confisqués ; puis on érigera une colonne d'infamie, sur l'emplacement de sa maison rasée.
Art. 2 - Pour les blessures faites avec n'importe quelle arme, la condamnation sera d'un an de prison et de 2 années d'exil ; en cas de contumace, le délinquant sera banni pour 10 ans et ses biens confisqués pour le même laps de temps.
Art. 3 - Pour les blessures graves l'exil sera de dix ans ; en cas d'infraction la sentence sera de 10 années de travaux forcés la chaine aux pieds.
Art. 4 - Le rimbeccu et la rinfacciata (injures graves) seront punis de 2 mois de prison. Si l'offensé se venge dans le délai de 8 jours, l'insulteur sera considéré comme complice.
Art. 5 - Les injures légères seront punies de 10 à 30 jours de prison.
Art. 6 - Celui qui composera ou récitera des libelles diffamatoires contre des personnes honnêtes, aura 4 mois de prison. Si l'honneur est sauf, la peine sera réduite a 15 jours.
Art. 7 - Celui qui chantera sous les fenêtres d'un citoyen des chansons déshonnêtes, aura 15 jours de prison.
Art. 8 - Celui qui enlèvera une jeune fille ou veuve honnête sera pendu. Si l'enlèvement a eu lieu avec consentement de la jeune fille ou veuve honnête, à la suite de promesses captieuses le coupable sera banni à perpétuité.
Art. 9 - Celui qui recevra dans sa maison une jeune fille ou veuve honnête, âgée de moins de 25 ans, même avec l'intention de l'épouser sera puni de la peine stipulée à l'art. 8, parce qu'il y a présomption qu'elle a été séduite.
Art. 10 - Celui qui violera une jeune fille ou veuve honnête, sera tenu de l'épouser. Le mariage ne se fera qu'avec preuve à l'appui de l'outrage : grossesse, écrit ou témoins dignes de foi.
Art. 11 - Celui qui empêchera une jeune fille ou veuve honnête, de se marier par des menaces publiques ou privées, celui qui enlèvera le chapeau ou le châle d'une jeune fille ou veuve honnête, aura un an de prison et l'exil de la pieve, à moins qu'il n'obtienne le pardon de son offense.
Art. 12 - Les petits vols seront condamnés, la première fois à 8 jours de prison, la 2e à 15, la 3e à la berlina (exposition sur la place publique).
Art. 13 - Celui qui volera une somme d'argent quelconque, sera condamné de 6 à 12 mois de prison, la 2e fois a deux ans de travaux forcés avec chaine aux pieds ; si le vol a eu lieu sur la grande route à mains armées, il sera pendu.

## Constitution de novembre 1755
Voir lien attenant à l'article.

### Consulta du 3 juin 1767
- Voici, un extrait des négociations effectuées par la Nation Corse, avec la République de Gênes :

"... La consulte générale, après avoir examiné les propositions, a pris les déterminations suivantes, qu'elle présente aux lumières et aux méditations de S. M. [Le Roi de France]
Si la Sérénissime République cède à tout jamais à la nation corse et à son gouvernement le droit de souveraineté qu'elle a exercée en Corse, la Nation et le gouvernement reconnaîtront à la République et à son sénat la qualité et le titre de roi de Corse ; et, dans toutes les occurrences, useront envers elle des égards, des distinctions, des formes qui conviennent à un corps revêtu d'une telle dignité.
En outre, comme preuve de la reconnaissance des Corses pour les cessions susdites, tout général qui arrivera à la tête du gouvernement de la nation corse, par le fait même de son élection, prêtera hommage à la Sérénissime République, conformément aux première et troisième conditions proposées par le ministre de S. M. très chrétienne. ..."
"Pascal Paoli, général du Royaume de Corse "